# Сальпа, Джорджия
Джорджия Сальпа (греч. Γεωργία Σάλπα; род. 14 мая 1985, Афины) — греческо-ирландская фотомодель.

## Биография
Джорджия Сальпа родилась 14 мая 1985 года в Афинах, Греция. Мать — ирландка, отец — грек. В 4 года вместе с семьей переехала в Дублин, Ирландия. Джорджия — старшая из четырех детей, у неё две сестры и брат.
В 2012 году заняла 5 место в списке «100 Sexiest Women» по версии журнала «FHM», в 2013 году — 10 место, в 2014 году — 25 место.
В 2012 году принимала участие в телешоу «Celebrity Big Brother».
В марте 2014 года Джорджия обручилась с бизнесменом Джо Пенна, в мае 2015 года они поженились.